# Aston Martin (singolo)
Aston Martin è un singolo del rapper italiano Shiva, pubblicato il 17 dicembre 2021.

## Tracce
Testi e musiche di Andrea Arrigoni, Irving Adjei e Adam11.
1. Aston Martin (feat. Headie One) – 2:48

## Classifiche
| Classifica (2021) | Posizione massima |
| ----------------- | ----------------- |
| Italia            | 56                |